# Spaniophaenus laticollis
Spaniophaenus laticollis là một loài bọ cánh cứng trong họ Cryptophagidae. Loài này được Miller miêu tả khoa học năm 1858.